# Neosepicaea leptophylla
Neosepicaea leptophylla là một loài thực vật có hoa trong họ Chùm ớt. Loài này được (Blume) Steenis mô tả khoa học đầu tiên năm 1960.